# Älvåker och Råtorp
Älvåker och Råtorp – miejscowość (tätort) w Szwecji, w regionie administracyjnym (län) Värmland, w gminie Karlstad.
Według danych Szwedzkiego Urzędu Statystycznego liczba ludności wyniosła: 3287 (31 grudnia 2015), 3300 (31 grudnia 2018) i 3285 (31 grudnia 2019).